# Хотимля (Тверская область)
Хотимля — запустевшая деревня в Торопецком районе Тверской области.
Была расположена примерно в 12 километрах к западу от села Волок на реке Кунья.

## История
В конце XIX века входила в Холмский уезд. Отмечена в Списке населённых мест Псковской губернии 1885 года. В 1929 году отмечена на карте РККА (o-36-110-B), тогда в деревне было 11 дворов.